# Alpheus hoplocheles
Alpheus hoplocheles är en kräftdjursart som beskrevs av H. Coutière 1897. Alpheus hoplocheles ingår i släktet Alpheus och familjen Alpheidae. Inga underarter finns listade i Catalogue of Life.